# FK Klaipėdos Granitas
Futbolo Klubas Klaipėdos Granitas var en fodboldklub fra den litauiske by Klaipėda.

## Historie
Klubben blev stiftet i 2012 og gik konkurs i 2015.
I slutningen af 2015 blev klubben diskvalificeret fra A lyga.

## Klubfarver
| Klaipėdos Granitas | Klaipėdos Granitas |

## Historiske slutplaceringer
| Sæson | Niveau | Liga                 | Placering | Kilde |            |
| ----- | ------ | -------------------- | --------- | ----- | ---------- |
| 2012  | 3.     | Antra lyga (Vakarai) | 4.        | [ 2 ] | Pirma lyga |
| 2013  | 2.     | Pirma lyga           | 1.        | [ 3 ] | A lyga     |
| 2014. | 2.     | A lyga               | 8.        | [ 4 ] |            |
| 2015. | 2.     | A lyga               | 8.        | [ 5 ] | Ophørt     |

## Trænere
- Robertas Poškus, 2013-2014
- Gediminas Jarmalavičius, 2015